# نهاش جورداني
نهاش جورداني (الاسم العلمي: Lutjanus jordani) (بالإنجليزية: Jordan's snapper)‏ هو نوع من الأسماك يتبع جنس النهاش من الفصيلة النهاشية.